# Infecció del tracte respiratori superior
Una infecció del tracte respiratori superior (ITRS) és una malaltia causada per una infecció aguda, que implica el tracte respiratori superior (incloent, així, el nas, els sins paranasals, la faringe o la laringe). Això pot produir obstrucció nasal, mal de coll, amigdalitis, faringitis, laringitis, sinusitis, otitis mitjana i el refredat comú. La majoria de les infeccions són de naturalesa viral i, en altres casos, la causa és bacteriana. Rarament les ITRS poden ser per fongs o helmints.
El 2015 es calcula que s'havien produït 17,2 milions de casos d'ITRS. A partir del 2014, van causar prop de 3.000 morts, que van descendir dels 4.000 del 1990.